# Patrice Baudrier
 (septembre 2021).
 (septembre 2021).
Pour les articles homonymes, voir Baudrier.
Patrice Baudrier est un acteur et metteur en scène français.
Notamment actif dans le doublage, il est entre autres la voix française de Jean-Claude Van Damme et James Remar et fut une des voix régulières de Bobby Cannavale, Ted King et David Sutcliffe.

## Biographie
Après des études d'art plastique à Orléans, Patrice Baudrier change d'orientation et décide de suivre un cours de théâtre à Paris : le cours de Raymond Girard pendant deux ans qui lui ouvre les portes vers des tournées de théâtre classique. Cette expérience le pousse à monter avec des amis comédiens une compagnie de théâtre pour enfants avec laquelle il a travaillé pendant dix ans. Il joue aussi dans des spectacles sur des bateaux de croisières pendant trois ans.
Puis, il se tourne vers le doublage. C'est notamment avec le film Street Fighter, en 1994, que Patrice Baudrier double pour la première fois l'acteur Jean-Claude Van Damme et devient par la suite sa voix régulière. Actif aussi au sein de séries télévisées, il double de façon régulière James Remar et bien d'autres.

## Doublage
Sources : RS Doublage, Planète Jeunesse, Voxing Pro, Anime News Network, AlloDoublage, Doublage Séries Database et La Tour des Héros

### Cinéma

#### Films
- Jean-Claude Van Damme dans (29 films) :
  - Street Fighter (1994) : le colonel William F. Guile
  - Risque maximum (1996) : Alain Moreau / Mikhail Suverov
  - Double Team (1997) : Jack Quinn
  - Légionnaire (1998) : Alain Lefèvre
  - Piège à Hong Kong (1998) : Marcus Ray
  - Inferno (1999) : Eddie Lomax
  - Universal Soldier : le Combat absolu (1999) : Luc Deveraux
  - The Order (2001) : Rudy Cafmeyer / Charles Le Vaillant
  - Replicant (2001) : Gorrotte / Le Réplicant
  - Point d'impact (2002) : Jacques Kristoff
  - In Hell (2003) : Kyle Lord
  - L'Empreinte de la mort (2004) : Ben Archer
  - The Hard Corps (2006) : Philippe Sauvage
  - Ultime Menace (2006) : Sam Keenan
  - Jusqu'à la mort (2007) : Antony Stowe
  - Trafic mortel (2008) : Jack Robideaux
  - Universal Soldier : Régénération (2009) : Luc Deveraux
  - Assassination Games (2011) : Vincent Brazil
  - Dragon Eyes (2012) : Tiano
  - Expendables 2 : Unité spéciale (2012) : Jean Vilain
  - 6 Bullets (2012) : Samson Gaul
  - Welcome to the Jungle (2013) : Storm Rotschild
  - Enemies Closer (2013) : Xander
  - Duels (2014) : Stillman
  - Kickboxer: Vengeance (2016) : Maître Durand
  - Kill 'Em All (2017) : Phillip
  - Kickboxer : L'Héritage (2018) : Maître Durand
  - Hatch : Protection rapprochée (2024) : Russell Hatch
  - Kill 'Em All 2 (2024) : Phillip

- Thomas Jane dans (4 films) :
  - Peur bleue (1999) : Carter Blake
  - Dreamcatcher (2003) : Dr Henry Devlin
  - The Mutant Chronicles (2008) : le sergent John Mitchell « Mitch » Hunter
  - Bad Luck (2014) : Wolfie

- Peter Gallagher dans :
  - Johnny Skidmarks (en) (1998) : Johnny Scardino
  - Danse ta vie (2000) : Jonathan Reeves
  - Les Aventures de Mister Deeds (2002) : Chuck Cedar

- James Remar dans :
  - Unborn (2009) : Gordon Beldon
  - Horns (2014) : Derrick Perrish
  - Le Journal de Noël (2022) : Scott Turner

- Jet Li dans :
  - Roméo doit mourir (2000) : Han Sing
  - En sursis (2003) : Su

- Ed Harris dans :
  - Lune rouge (1994) : Kyle Bodine
  - Ma meilleure ennemie (1998) : Luke Harrison

- 1973[9] : Pat Garrett et Billy le Kid : Billy le Kid (Kris Kristofferson)
- 1973[10] : L'Exorciste : le père Joseph Dyer (Reverend William O'Malley)
- 1978[11] : Superman : Général Zod (Terence Stamp)
- 1989 : Kill me again : Alan Swayze (Jon Gries)
- 1992 : Explosion immédiate : Danny O'Neill (Pierce Brosnan)
- 1994 : L'Histoire sans fin 3 : Retour à Fantasia : M. John (Mark Acheson)
- 1994 : L'Âme des guerriers : Jake Heke (Temuera Morrison)
- 1994 : L'ange de la mort (en) : Mr. Green (Michael Ironside)
- 1995 : GoldenEye : Alec Trevelyan (Sean Bean)
- 1995 : Apollo 13 : EECOM John (Loren Dean)
- 1995 : Decoy : Jack Travis (Robert Patrick)
- 1996 : Mes doubles, ma femme et moi : Paul (Obba Babatundé)
- 1996 : Lone Star : le shérif Sam Deeds (Chris Cooper)
- 1997 : Flics sans scrupules : Manny Landrew (Terrence "T.C" Carlson)
- 1997 : Austin Powers : l'agent de sécurité (Christian Slater)
- 1998 : Code Mercury : le lieutenant-colonel Nick Kudrow (Alec Baldwin)
- 1998 : Armageddon : Frederick « Freddy » Noonan (Clark Heathcliffe Brolly)
- 1998 : Couvre-feu : l'agent du FBI Mike Johanssen (Mark Valley)
- 1998 : Rencontre avec Joe Black : Drew (Jake Weber)
- 1998 : Ennemi d'État : Krug (Jake Busey)
- 1998 : Préjudice : James Gordon (William H. Macy)
- 2000 : Tigre et Dragon : Li Mu Bai (Chow Yun-fat)
- 2000 : The Patriot : Le Chemin de la liberté : ? (?)
- 2001 : Le Tombeau : le Père Walter Winstead (Jason Flemyng)
- 2001 : Fast and Furious : Muse (Stanton Rudlege)
- 2001 : A.I. Intelligence artificielle : Henry Swinton (Sam Robards)
- 2002 : Mission impossible 2 : Sean Ambrose (Dougray Scott)
- 2002 : Spider-Man : Philip Watson, Le père de Mary Jane (Tim De Zarn)
- 2002 : Le Dernier Château : Duffy (Samuel Ball)
- 2002 : Men in Black 2 : l'agent T (Patrick Warburton)
- 2002 : Le Règne du feu : Creedy (Gerard Butler)
- 2002 : Plus jamais : l'agent John du FBI (Jeff Kober)
- 2002 : Minority Report : le guide touristique (Keith Flippen)
- 2003 : Scary Movie 3 : l’alien
- 2004 : Crazy Kung-Fu : Nuage de feu (Siu-lung Leung)
- 2005 : Happy Endings : Gilbert « Gil » Palmer (David Sutcliffe)
- 2005 : Ma sorcière bien-aimée : Larry (Jim Turner)
- 2005 : XXX2: The Next Level : le présentateur TV (Kent Shocknek)
- 2005 : La Légende de Zorro : ? ( ? )
- 2006 : Little Man : l'homme déguisé en Dinosaure Rex (Rob Schneider)
- 2007 : Invasion : Tucker Kaufman (Jeremy Northam)
- 2008 : The Dark Knight : Le Chevalier noir : Stephen (Keith Szarabajka)
- 2009 : Public Enemies : John « Red » Hamilton (Jason Clarke)
- 2010 : Inception : Eames (Tom Hardy)
- 2010 : Biutiful : Mendoza (Karra Elejalde)[12]
- 2011 : Les Winners : Terry Delfino (Bobby Cannavale)
- 2011 : La piel que habito : Fulgiencio (Eduard Fernandez)
- 2012 : The Secret : Douglas (John Mann)
- 2013 : White House Down : Motts (Falk Hentschel)
- 2013 : Copains pour toujours 2 : l'officier Dante (Peter Dante)
- 2016 : Warcraft : Le Commencement : Gul'dan (Daniel Wu)
- 2020 : Coup de foudre garanti : ? (?)
- 2023 : Oppenheimer : le sénateur Bartlett (Ted King)
- 2023 : Ehrengarde ou l'Art de la séduction (en) : M. Marbod (Jacob Lohmann)

#### Films d'animation
- 1977[13] : Les Aventures de Winnie l'ourson : le narrateur
- 1978[14] : Capitaine Flam : L'Ultime course à travers le système solaire[15] : le président Cashew, Walker
- 1981 : Vuk, le petit renard : Rá, le corbeau
- 1989[16] : Kiki la petite sorcière : Okino
- 1989[17] : Venus Wars[18] : le général Gerhard Donner
- 1999 : Jin-Roh, la brigade des loups : Atsushi Henmi
- 1999 : South Park, le film : l'ambassadeur canadien et William Baldwin
- 2000[19] : One Piece, le film : Woonan
- 2002 : Huit nuits folles d'Adam Sandler : le panda du Panda Express
- 2003 : Animatrix : Neo et Duo
- 2009 : Totally Spies : le Film : Vigile, nouveau proviseur
- 2011 : Kung Fu Panda 2 : Maître Croc[20]
- 2016 : Kung Fu Panda 3 : Maître Croc[20]
- 2022 : Beavis and Butt-Head Do the Universe : Mattison[21]

### Télévision

#### Téléfilms
- Pierre Besson (de) dans :
  - Le Temps d'une passion (2002) : André von Nauenstedt
  - Ein Engel und Paul (de) (2002) : Paul
  - Deux sœurs et un bébé (2005) : Arzt
  - Un homme plein de surprises (2009) : Christian Punk

- David Sutcliffe dans :
  - Le Plus Beau Jour de l'année (2005) : Tom Lane
  - Avant de dire oui ! (2009) : George Murray
  - La Grève de Noël (2010) : Stephen Robertson

- James Remar dans :
  - Terreur nucléaire (2004) : Colonel Boggs
  - De l'espoir pour Noël (2009) : Mark Addison

- 1986 : La Loi du campus : Scottie (Darren Dalton (en)), Mule (Evan Mirand) et Barnwell (Gary Riley (en))
- 1994 : Le lit du diable : Jude Snow (Adrian Pasdar)
- 1994 : Madonna : Une star en herbe (en) : Paul (Jeff Yagher)
- 1995 : La Mort pour vivre : Jack Cooper (Craig Sheffer)
- 1999 : La Mort sur les lèvres : Billy Tanauer (Thomas Kretschmann)
- 2001 : Attila le Hun : Attila (Gerard Butler)
- 2002 : Hard Cash : Butch (Rodney Rowland)
- 2003 : Une célibataire à New York : Kevin Adans (Joshua Malina)
- 2006 : Les Dix Commandements : Moïse (Dougray Scott)
- 2012 : Le Projet Philadelphia, l'expérience interdite : Hagan (Michael Paré)
- 2015 : Un mouton nommé Elvis : l'opérateur de courrier (Olivier Törner)
- 2015 : Un roman d'amour : Phil Berkman (Milo Shandel)
- 2016 : All the Way : Député James Corman (Stoney Westmoreland)
- 2019 : Un week-end à Napa : Mason (Craig Cackowski)

#### Séries télévisées
- James Remar[22],[23] dans (15 séries) :
  - Total Security (1997) : Frank Cisco (12 épisodes)
  - Les Associées (2000-2001) : Tiny Bellows (29 épisodes)
  - X-Files : Aux frontières du réel (2001) : Josef Kobold (saison 9, épisode 3)
  - Sex and the City (2001-2004) : Richard Wright (12 épisodes)
  - North Shore : Hôtel du Pacifique (2004-2005) : Vincent Colville (21 épisodes)
  - Thief (2006) : l'agent Patterson (mini-série)
  - Dexter (2006-2013) : Harry Morgan (96 épisodes)
  - Jericho (2006-2008) : Jonah Prowse (6 épisodes)
  - Vampire Diaries (2010) : Giuseppe Salvatore (saison 1, épisodes 13 et 20)
  - Hawaii 5-0 (2011) : Elliott Connor (saison 1, épisode 23)
  - Grey's Anatomy (2013-2014) : Jimmy Evans (saison 10)
  - Les Chroniques de Shannara (2016) : Cephelo (saison 1)
  - Motive (2016) : Trent McAllister (saison 4, épisode 13)
  - NCIS : Los Angeles (2017-2018) : l'amiral Sterling Bridges (3 épisodes)
  - Magnum (2018) : Buck Green (saison 1, épisode 1)

- David Sutcliffe[22],[23] dans (8 séries) :
  - Gilmore Girls (2001-2007) : Christopher Hayden (37 épisodes)
  - C'est moi qu'elle aime (en) (2003-2004) : Patrick Owen (22 épisodes)
  - Private Practice (2007-2009) : l'officier Kevin Nelson (13 épisodes)
  - Parents par accident (2009) : Brian (saison 1, épisodes 3 et 8)
  - Drop Dead Diva (2010) : Charles Ellis (saison 2, épisode 3)
  - Lie to Me (2010) : John Stafford (saison 3, épisode 6)
  - Mistresses (2016) : Adam (saison 4)
  - Gilmore Girls : Une nouvelle année (2016) : Christopher Hayden (mini-série)

- Bobby Cannavale[22],[23] dans (6 séries) :
  - New York 911 (1999-2001) : Roberto « Bobby » Caffey (38 épisodes)
  - New York, unité spéciale (2002) : Kyle Novacek (saison 3, épisode 11)
  - New York, police judiciaire (2002 / 2007) : Randy Porter (saison 13, épisode 6) et J.P. Lange (saison 17, épisode 16)
  - New York, section criminelle (2003) : Julian Bello (saison 3, épisode 3)
  - Cold Case : Affaires classées (2008-2009) : Eddie Saccardo (7 épisodes)
  - Trois Bagues au doigt (2010) : Adam (mini-série)

- Ted King[22],[23] dans (5 séries) :
  - Timecop (1997-1998) : l'officier Jack Logan (9 épisodes)
  - Charmed (1998-1999) : l'inspecteur Andy Trudeau (22 épisodes)
  - Hôpital central (2003[24]) : Lorenzo Alcazar
  - Prison Break (2008-2009) : Downey (saison 4)
  - Les Experts : Miami (2010) : Sam Gardner (saison 8, épisode 15)

- Joshua Malina[22],[23] dans (5 séries) :
  - À la Maison-Blanche (2002-2006) : Will Bailey (80 épisodes)
  - Numb3rs (2006-2007) : Howard Meeks (saison 3)
  - US Marshals : Protection de témoins (2009-2011) : Peter Alpert (17 épisodes)
  - Bones (2010) : Dr Adam Copeland (saison 5, épisode 14)
  - Scandal (2012-2018) : David Rosen (124 épisodes)

- Francis Lorenzo[23] dans :
  - Mes adorables voisins (2004-2006) : Ernesto Sandoval
  - L'Aigle rouge (2009-2016) : le commissaire Hernán Mejías

- Jean-Claude Van Damme[22],[23] dans :
  - Las Vegas (2004) : lui-même
  - Jean-Claude Van Johnson (2017) : Johnson / lui-même

- 1995 : Walker, Texas Ranger : Fred Kimble (Martin Kove) (saison 3, épisode 22 et 23)
- 1996 : Loïs et Clark : Les Nouvelles Aventures de Superman : le lieutenant Ching (Jon Tenney)[22]
- 1996-1999 : La Brigade du courage : Jack Morgan (Clive Wood)[23] (saisons 9 à 11)
- 1998-1999 : Mortal Kombat: Conquest : Takeda / Scorpion (Chris Casamassa)[22]
- 2000-2001 : JAG : Larry Kaliski (Scott Williamson) (3 épisodes)
- 2001 : Urgences : Roger McGrath (Vondie Curtis-Hall)
- 2010 : Breaking Bad : un policier (Stoney Westmoreland)[22] (saison 3, épisode 3)
- 2018-2019 : Mayans M.C. : Nico Diehl (Mark Damon Espinoza) (3 épisodes)
- 2019 : Brigada Costa del Sol (es) : Edi (Unax Ugalde)
- 2020 : The Wilds : le docteur Ted Wolchak (Lewis Fitz-Gerald)
- 2020 : La Chronique des Bridgerton : Lord Nigel Berbrooke (Jamie Beamish) (saison 1)
- 2020 : For Life : Wild Bill Miller (Peter Greene) (saison 1)
- 2022 : Mo : Bob Robinson (Bill Dawes)
- 2023 : Full Circle : l'agent Roan Jessup (David Wilson Barnes (en)) (mini-série)
- 2023 : Hello Tomorrow! : ? ( ? )

#### Séries d'animation
- 1933-1978[n 1] : Popeye : Popeye
- 1941[n 2] : Superman : Clark Kent / Superman (1re voix)
- 1985[n 3] : Transformers : Starscream, Ironhide
- 1991 : Les Aventures de la Famille Glady[25] : Doulouze
- 1991-1992 : Lucky Luke : Joe Dalton, le colonel Mc Straggle, Bad Ticket, Elliot Belt, William Jarrett, Pat Poker, le colonel O'Nolan (épisode 12), Patronimo (épisode 14), Tea Spoon, Rattlesnake Joe, Adolphe Caille et Bart
- 1991-1992 : Retour vers le futur : Biff H. Tannen
- 1991-1992 : Tortues Ninja : Les Chevaliers d'écaille : Raphael (3e voix, épisodes 107 à 137), Krang et Splinter (2e voix, épisodes 107 à 137)
- 1992-1993 : Draculito, mon saigneur : Lapin Garou
- 1992-1993 : La Légende de Prince Vaillant : Prince Vaillant (2e voix)
- 1992-1994 : Tokyo Babylon : Seishirō
- 1993: Les Aventures de Sonic : Dr Robotnik / Scratch
- 1993-1994 : Sonic the Hedgehog : Dr Robotnik, Lafouine et Rotor
- 1994 : Hurricanes : voix additionnelles
- 1994-1996 : Fantôme 2040 : voix diverses
- 1996-1997 : Équipières de choc : le chef de la police et Bonze (doublage vidéo)
- 1996-1998 : Sacrés Dragons : Sir Lancedeleau
- 1997 : Batman, la série animée : Thomas Blake (épisode 101)
- 1997 : Poil de Carotte : Fabrice
- 1998 : Invasion America : le major Philip Stark et Simon Lear
- 1998 : Michel Strogoff : le général Kissoff, Jules Verne et Wassili Fédor
- 1998-2000 : Papyrus : le Pharaon Merenrê
- 1999 : La Princesse du Nil : Ramsès II
- 1999 : Rayman : LacMac
- 1999-2000 : Roswell, la conspiration : Rinaker
- 1999-2001 : Batman, la relève : le Roi, le Trappeur, Paxton Powers (1re voix), Stridor (2e voix) et autres voix additionnelles
- 1999-2001 : Hôpital Hilltop[26] : voix additionnelles
- 2000 : Spy Groove[27] : Marquis de Guy
- 2000 : Shinzo : voix additionnelles
- 2001-2004 : La Ligue des justiciers : Metamorpho
- 2002-2006 : Jimmy Neutron : le directeur Willoughby et le professeur Calamité
- 2002-2007 : Totally Spies! : Tim Scam (2e voix), Trode (1re voix), Jazz Hands
- 2003 : Mon Ami Marsupilami : Bill Boss, Yamatounga, l'archéologue (épisode 3), Mario (épisode 10), l'inspecteur Ouseau (épisode 12)
- 2003-2005 : Moi Willy, fils de rock star : Scoop
- 2004 / 2009[28] : One Piece : le commandant Drake, X. Drake et Urouge
- 2005-2008 : Avatar, le dernier maître de l'air : Hakoda, le capitaine pirate, Ozai (épisode 20) et Pakku (2e voix)
- 2006-2017 : Mes parrains sont magiques : M. Bickles, et le maire de Dimmsdale
- 2008-2015 : Les Pingouins de Madagascar : Max
- 2010 : Le Petit Prince : Exelo / Tolben (La Planète de Coppelius)
- 2010-2015 : Babar : Les Aventures de Badou : Rataxès et Crocodylus
- 2012-2014 : La Légende de Korra : l'arbitre
- 2013 : C'est quoi l'idée ? : voix additionnelles
- 2014 : Star Wars : The Clone Wars : le chef du clan Frangawl (épisodes 116 et 117)
- 2014-2021 : Seven Deadly Sins : Zeldris, Cain et Dale
- 2016 : Kung Fu Panda : L'Incroyable Légende : voix additionnelles
- 2016-2018 : Skylanders Academy : Eruptor
- 2018 : Oscar et Malika, toujours en retard : voix additionnelles
- 2019 : La Ligue des justiciers : Nouvelle Génération : Bane (2e voix) et un garde (saison 3, épisode 10), Allen Phaedon (saison 3, épisode 11) et J. Anson Schwartz
- 2021-2023 : Valkyrie Apocalypse : Heimdall
- 2022 : Black Rock Shooter: Dawn Fall : Colonel
- 2022 : Coma héroïque dans un autre monde : voix additionnelles
- 2023 : Vinland Saga : Ulf (doublage Crunchyroll)
- depuis 2023 : Invincible : les jumeaux Mauler[n 4] (2e voix, depuis la saison 2)
- 2024 : Four Knights of the Apocalypse : Zeldris (saison 2)
- 2024 : Code Geass: Rozé of the Recapture (en) : Tokio Iwamoto et Kaoru Shizuka
- 2025 : My Happy Marriage : Naoshi Usui (saison 2)
- 2025 : Kaiju no 8 : voix additionnelles (saison 2)

### Jeux vidéo
- 1998 : Blade Runner : Ray McCoy
- 1998 : Gex: Enter the Gecko : Rez
- 1998 : Le Club des Trouvetout : La Cité perdue (en) : Fletcher Limberger, Lagoncifer, Pauly, Georgy, Antonio le gardien, des singes, Oomla, les dragons et la plante jaune du lagon
- 1998 : Le Club des Trouvetout : Les Secrets de la pyramide (en) : Alistair Sans-joie, Sami le concessionnaire, Thot, Horus, Rocko (une souris), le crocodile de pierre et le tailleur de pierre
- 1999 : Half-Life: Opposing Force : voix additionnelles
- 1999 : Le Fabuleux Voyage de l'Oncle Ernest : l'Oncle Ernest
- 2000 : Escape from Monkey Island : voix additionnelles
- 2000 : Dark Project 2 : L'Âge de métal : Karras
- 2000 : L'Île Mystérieuse de l'Oncle Ernest : voix de l'oncle Ernest
- 2001 : Jak and Daxter: The Precursor Legacy : Sage Bleu
- 2001 : Mad Dash Racing : Hex
- 2002 : Ratchet and Clank : l'agent de Skidd McMarxx
- 2002 : Lapin Malin : Maternelle 2 : Arno et le présentateur du Corps à construire
- 2002 : The Elder Scrolls III: Morrowind : Shéogorath
- 2002 : Conflict: Desert Storm : voix additionnelles
- 2002 : Divine Divinity : Joram, voix additionnelles
- 2003 : Ratchet and Clank 2 : l'inventeur de Barlow, Mechanic
- 2003 : XIII le jeu vidéo : le colonel Seymour McCall (Numéro XI)
- 2003 : Bob l'éponge : Bataille pour Bikini Bottom : M. Krabs
- 2003 : Le Temple Perdu de l'Oncle Ernest : voix de l'oncle Ernest, Chipikan, Magister
- 2004 : Fable : voix additionnelles
- 2004 : Men of Valor : Michael « Zook » Trazcyk
- 2004 : La Statuette Maudite de l'Oncle Ernest : voix de l'oncle Ernest et de Chipikan
- 2005 : New York, police judiciaire : jeu, set et meurtre : ?
- 2006 : Gothic 3 : le héros sans nom
- 2006 : Desperate Housewives, le jeu : voix additionnelles
- 2007 : The Witcher : Geralt de Riv
- 2007 : Stranglehold : l'inspecteur « Tequila » Yuen
- 2007 : Mass Effect : Charles Saracino, Doran et Conrad Verner
- 2007 : BioShock : Kyburz, Paparazzi et Albert Milonakis
- 2007 : Assassin's Creed : voix additionnelles[n 5]
- 2008 : Turok : Slade
- 2008 : Resistance 2 : Nathan Hale
- 2008 : Gears of War 2 : voix additionnelles
- 2009 : Mass Effect Galaxy : Jacob Taylor
- 2009 : Dragon Age: Origins : Chevalier-Capitaine Greagor
- 2009 : Risen : Delgado
- 2009 : Assassin's Creed II : voix additionnelles[n 5]
- 2010 : Tom Clancy's Splinter Cell: Conviction : Sergei[n 5]
- 2010 : Assassin's Creed Brotherhood : voix additionnelles[n 5]
- 2010 : Mafia 2 : Brian O'Neill
- 2010 : Mass Effect 2 : Jacob Taylor
- 2010 : Fallout: New Vegas : des goules dont Harland
- 2010 : Transformers : La Guerre pour Cybertron : Sideswipe, Hot Shot (NDS) et voix additionnelles
- 2011 : Duke Nukem Forever : voix additionnelles
- 2011 : DC Universe Online : Killer Croc
- 2011 : The Elder Scrolls V: Skyrim : la porte noire, Shéogorath, Péryite, Augure de Dunlain
- 2011 : Gears of War 3 : Adam Fenix
- 2011 : Star Wars: The Old Republic : le chasseur de primes (homme)
- 2012 : Of Orcs and Men : Arkaïl
- 2012 : Borderlands 2 : Krieg
- 2012 : Spider-Man : Aux frontières du temps : Docteur Octopus
- 2012 : The Elder Scrolls V: Dragonborn : Baldor Taille-Fer (extension de Skyrim)
- 2012 : Far Cry 3 : ?[n 5] (multijoueur)
- 2013 : Tom Clancy's Splinter Cell: Blacklist : voix additionnelles[n 5]
- 2013 : Les Chevaliers de Baphomet : La Malédiction du serpent : Hector Laine
- 2013 : League of Legends : Zed
- 2014 : Thief : voix additionnelles
- 2014 : Watch Dogs : voix additionnelles[n 5]
- 2014 : Wolfenstein : The New Order : Fergus Reid
- 2014 : Defense Grid 2 : Commandant Simon
- 2014 : Far Cry 4 : voix additionnelles[n 5]
- 2014 : Alien: Isolation : Zachary Watson
- 2015 : Wolfenstein : The Old Blood : Fergus Reid
- 2015 : Assassin's Creed Syndicate : voix additionnelles[n 5]
- 2016 : Final Fantasy XV : Wedge Kincaid
- 2016 : Homefront: The Revolution : voix additionnelles
- 2016 : Ratchet and Clank : Assistant de Skid McMarx
- 2016 : Skylanders: Imaginators : Eruptor
- 2016 : Heroes of the Storm : Gul'dan
- 2017 : South Park : L'Annale du destin : Jimmy Valmer
- 2017 : Lego Marvel Super Heroes 2 : voix additionnelles
- 2017 : Wolfenstein II: The New Colossus : Fergus Reid
- 2017 : Star Wars Battlefront II : Lando Calrissian
- 2017 : Halo Wars 2 : Douglas
- 2017 : Crash Bandicoot: N. Sane Trilogy : Dr N.Gin
- 2017 : Assassin's Creed Origins : voix additionnelles[n 5]
- 2017 : La Terre du Milieu : L'Ombre de la guerre : voix additionnelles[n 5]
- 2018 : Far Cry 5 : voix additionnelles
- 2018 : Assassin's Creed Odyssey : Hoplite Spartiate[n 5]
- 2018 : Call of Duty: Black Ops IIII : le caporal « Tank » Dempsey
- 2019 : Sekiro: Shadows Die Twice : voix additionnelles
- 2019 : Crash Team Racing: Nitro-Fueled : N-Gin
- 2019 : Star Wars Jedi: Fallen Order : voix additionnelles
- 2019 : Close to the Sun : Ludwig
- 2020 : Final Fantasy VII Remake : voix additionnelles
- 2020 : Resident Evil 3 : voix additionnelles
- 2020 : Borderlands 3 + (DLC Krieg le Sadique et l'Incroyable Butin de Pordel) :  Krieg
- 2020 : Assassin's Creed Valhalla : voix additionnelles[n 5]
- 2021 : Necromunda: Hired Gun :  Guilder
- 2021 : Outriders : ?
- 2021 : Far Cry 6 : Carlos Montero[n 5]
- 2021 : New World : divers personnages
- 2022 : Dying Light 2 Stay Human : ?
- 2022 : A Plague Tale: Requiem : Joseph, la Bête, soldats et bandits divers
- 2022 : Astérix et Obélix XXXL : Le bélier d'Hibernie : Rouletrus et voix additionnelles
- 2022 : God of War: Ragnarök : Boss, chef de guerre
- 2023 : Atomic Heart : ?
- 2023 : Diablo IV : ?
- 2023 : Final Fantasy XVI : ?
- 2023 : Mortal Kombat 1 : Jean-Claude Van Damme (skin de Johnny Cage)
- 2023 : Cyberpunk 2077 : Phantom Liberty : ?
- 2023 : PAW Patrol World - La Pat' Patrouille : le deuxième citoyen
- 2023 : Agatha Christie : Le Crime de l'Orient-Express : Hotaru Mori, un policier, le procureur, Mainate et le technicien de laboratoire
- 2023 : Avatar: Frontiers of Pandora : ?
- 2024 : Prince of Persia: The Lost Crown : Ardashir, le capitaine des pirates, Karim et un servant
- 2024 : Final Fantasy VII Rebirth : ?
- 2024 : CYGNI: All Guns Blazing : Captain
- 2024 : Warhammer 40,000: Space Marine 2 : Vespasius
- 2025 : Split Fiction : le roi des glaces
- 2025 : Doom: The Dark Ages : l'assistant de Kreed Maykr

## Voix off
- 2023 : Le Catch dans la peau (Netflix) : Cash Flo